# Rodì Milici
Rodì Milici là một đô thị ở tỉnh Messina trong vùng Sicilia của Italia.

## Geography
The comune is có vị trí cách khoảng 160 km về phía đông của Palermo và vào khoảng 35 km về phía tây của Messina. Tại thời điểm ngày 31 tháng 12 năm 2004, đô thị này có dân số 2.304 người và diện tích là 36,1 km².
Rodì Milici giáp các đô thị: Antillo, Castroreale, Fondachelli-Fantina, Mazzarrà Sant'Andrea, Novara di Sicilia, Terme Vigliatore.